# Enrico Albrici
Enrico Albrici (* 19. November 1714 in Vilminore di Scalve; † 1773 in Bergamo) war ein italienischer Maler des 18. Jahrhunderts.

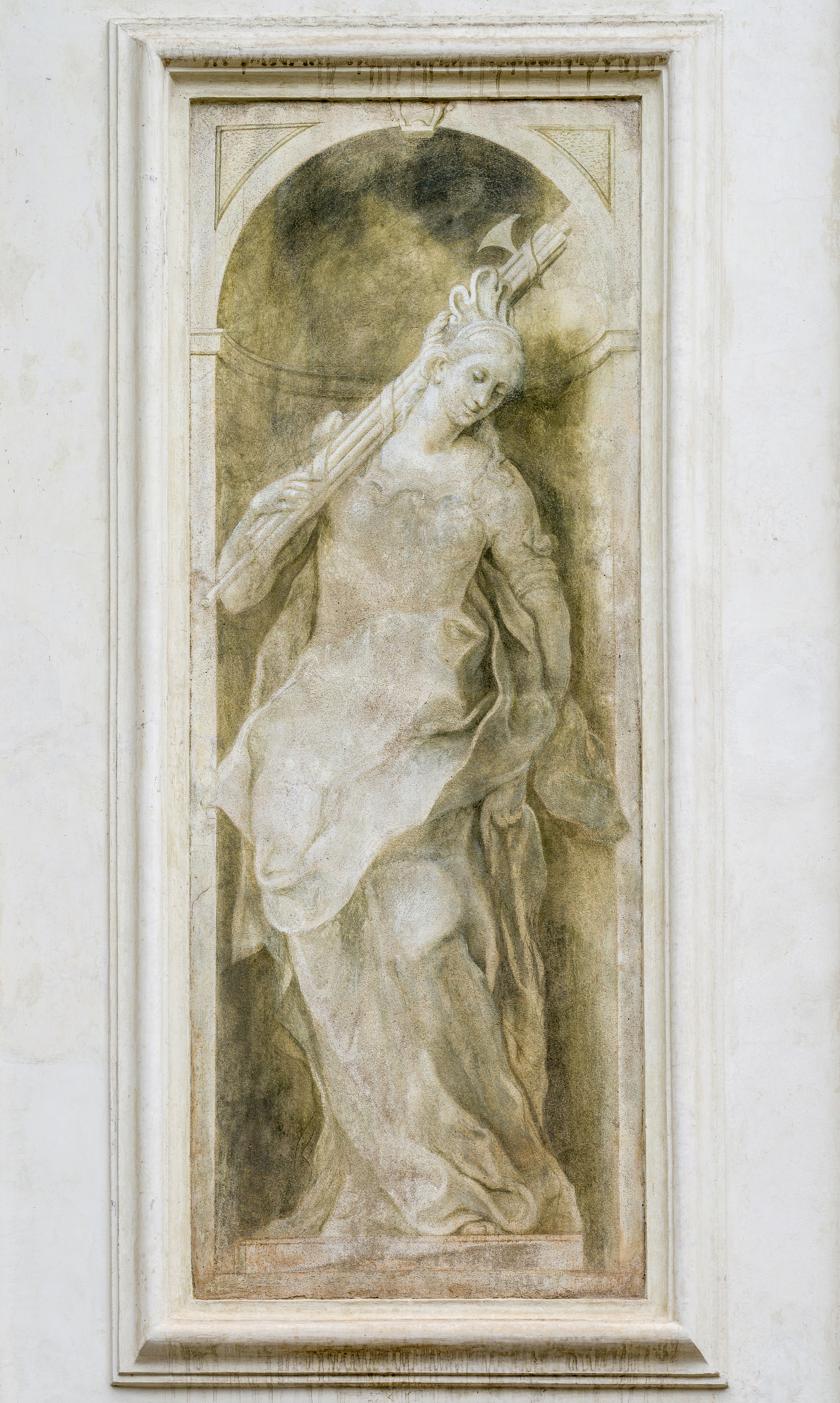
Außenfassade von Santa Maria della Carità oder der Buon Pastore (Brescia). Monochrom: Allegorische Figur mit Fascis.

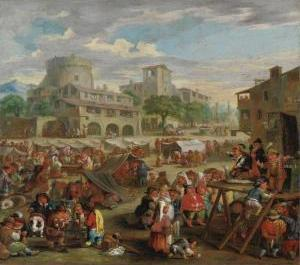
Marktszene und Rede des Scharlatans, 70 × 78,5 cm, Privatsammlung

## Leben
Enrico Albrici (aber der Nachname des Malers wird oft abgeändert: Alberici, Albricci, Albrizzi; und auch der Vorname in Arrigo, man glaubt, die korrekte Version ist eindeutig Enrico Albrici, eine Signatur, mit der der Maler seine Werke signierte, mit Ausnahme der Fresken von Capo di Ponte in Latein), wurde in Vilminore (Val di Scalve) als Sohn von Maffeo und Margherita geboren und sofort in der Pfarrei des Dorfes getauft.
Aufgrund seiner ausgeprägten Veranlagung zum Zeichnen und Malen wurde er in jungen Jahren von Ferdinando Cairo, einem Maler aus Casale Monferrato, für etwa drei Jahre (vermutlich von 1730 bis 1733) zur Ausbildung in eine Werkstatt geschickt, welche zu den wichtigsten Ausbildungsjahren wurden, die er später als Autodidakt abschloss.
Im Alter von 27 Jahren, im Jahr 1741, heiratete er ein Mädchen seines Alters, Magdalena, Tochter von Cristoforo Albrici. Mit ihr hatte er vier Kinder: Giacomo Maria, geboren im Jahr seiner Hochzeit, Giovanni, geboren 1743 (oder 1744), der Mathematiker, Physiker und Abt wurde, Michele Angelo, geboren 1750 und ein kleines Mädchen, das sofort starb.
Die Beziehung zur Familie war ziemlich aufgesplittet: Frau und Kinder lebten lange Zeit bei den Eltern und der Schwester des Malers (wahrscheinlich schwachsinnig) in Vilminore, während der Ehemann zwischen Brescia und den Gemeinden, die seine Dienste als Maler benötigten, pendelte.
Die Situation verbesserte sich erst als die ganze Familie 1763 nach Bergamo, in die Nähe ihres Sohnes Giovanni der Priester werden sollte, zog.
Hier fand der Maler sicherlich eine familiäre Geborgenheit. Er begann die Serie von Bambocciade-Bildern die ihm ein großes wirtschaftliches Wohlergehen brachten, aber auch einen starken Arbeitsstress, was gelegentlich zu Momenten starker Euphorie führte, in denen er seine Arbeit einstellte, um sich dem Spaß zu widmen.
Albricci wurde ein von seinen Zeitgenossen und zahlreichen Sammlern geschätzter Maler, zunächst dank seiner sakralen Themenwerke in der Provinz Brescia, später dank seiner Bambocciade in der Stadt Bergamo. Seine Werke wurden auch nach Mailand und Turin geschickt. Sein zum Teil autodidaktischer Stil erreichte jedoch ein Höchstmaß an Exzellenz in den Bambocciade (erst durch Kopieren und dann durch Schaffen seines eigenen Stils). In Bezug auf christliche Themen kannte er kaum eine kreative Entwicklung, wie seine jüngsten Arbeiten in der Pfarrei Zogno belegen. Es sind viele Ähnlichkeiten mit den ersten Werken zu finden.
Er starb im Alter von 59 Jahren in Bergamo nach einer schweren Lungenentzündung und wurde später in der Kirche Sant’Andrea beigesetzt.

## Stil und Werke

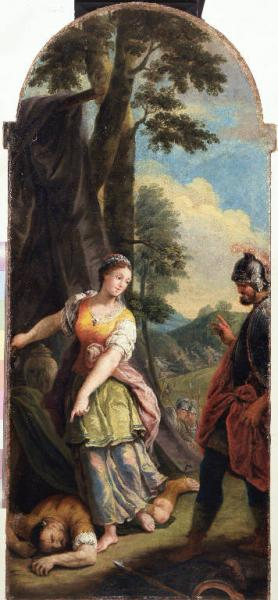
Jaël zeigt Barak den toten Sisera, 35 × 79 cm, Accademia Carrara, Bergamo

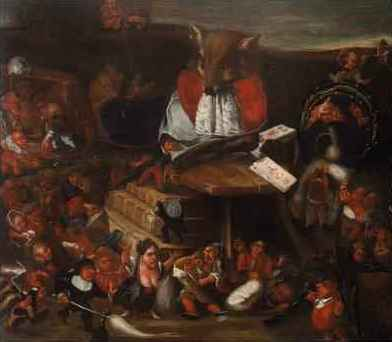
Der Fuchs und die Zwerge, Öl auf Leinwand, 73×84 cm, Privatsammlung

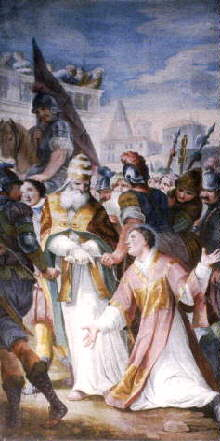
Der heilige Lorenz begleitet Papst Sixtus II. zum Märtyrertod, Fresko, Pfarrkirche Zogno, ca. 1773

Die erste und einzige Ausbildung erhielt er in der Werkstatt des Malers Ferdinando Cairo in den Jahren 1730 bis 1733
Nachdem er die Werkstatt des Malers verlassen hatte und in das elterliche Haus in Vilminore zurückgekehrt war, schuf er einige kleine Werke, aber ohne seine Studien und eine wirkliche künstlerische Karriere fortzusetzen, die er erst 1740 im Hinblick auf seine Heirat mit Magdalena wieder voll aufnahm.
Nach einigen Jahren kamen die ersten wichtigen Aufträge: 1744 malte er in Brescia zwei Scheinstatuen in der Kirche Della Carità und mit dem Maler Scalvini freskierte er das Innere der Kirche von Berzo in Valcamonica.
Im Jahre 1745 bekam er in seiner Heimatstadt Vilminore den Auftrag, das Fresko der Kreuzigung des heiligen Petrus zu malen.
Danach kehrte er 1747 nach Brescia zurück, um zwei weitere Scheinstatuen in der Santa Maria della Carità und zwei Medaillen  und sechs Statuen in der Wallfahrtskirche Santa Maria dei Miracoli in Grisaille zu bemalen.
Diese Technik wurde zu einer Spezialität von ihm, die ihm den Auftrag für viele Porträts von Kardinal Querini brachte.
Ebenfalls im selben Jahr realisierte er die heute zerstörten Fresken der Kathedrale, darunter eine Kreuzigung, die Fresken der Kapelle San Liborio, die sich damals im alten Dom befanden, und drei Heilige in der Kirche Santi Cosma e Damiano.
Durch den Zweiten Weltkrieg wurden auch einige der Gemälde aus dem Zyklus in der Kirche Santa Maria dei Miracoli zerstört, die zwischen 1749 und 1754 entstanden sind. Ebenso sind das Fresko in der Kirche San Cristoforo, das den Heiligen zeigte, und das Gemälde des Heiligen Hieronymus Ämiliani, beide aus dem Jahr 1752, verloren gegangen.
Im sehr produktiven Jahr 1754 kehrte er nach Vilminore zurück, um vier große Fresken zu malen. Dank seiner Freundschaft mit dem Conte Abt Giorgio Duranti erhielt er zahlreiche Aufträge aus den Kirchen der Bergamasker Gegend und in Adelspalästen in Brescia.
Bis heute ist es schwierig, die für die Adligen von Brescia angefertigten Bilder zu identifizieren. So ist der Beweis für seinen Aufenthalt in Bergamo das Gemälde der Heimsuchung Mariens der Pfarrei San Martino in Gorno, welches mit Enrico Albricci pins. 1754 signiert ist.
Im Jahre 1757 freskierte er Caduta della manna an der Fassade der Pfarrkirche von Barzesto und im Jahre 1761 freskierte er eine Seite des Altars der Kirche von Lizzola.
Dies sind Jahre voller Aufträge, Tassi selbst beschreibt diesen kreativen Rausch:

„Er war von seiner Kunst so sehr angetan, dass er nicht aufhörte zu arbeiten und auch nachts malte oder zeichnete“

In der Zwischenzeit hatte er seine ersten Kontakte mit Bambocciande. Diese Bildgattung blühte in Brescia dank des Initiators dieser Gattung, dem Maler Faustino Bocchi, auf und machte Albricci berühmt und begehrt. Es ist leicht zu erraten, dass seine ersten Kontakte mit diesem Genre in der Umgebung von Brescia stattfanden, wo diese Darstellungen sehr beliebt und begehrt waren, aber erst nach seinem Umzug nach Bergamo, im Jahr 1763, begann er, dieses Thema hauptberuflich zu verwirklichen.
Hier malte er vier Szenen von Zwergen, die von jenen von Bocchi inspiriert sind, welche Giacomo Carrara gesehen hat. Das brachte ihn in dieser neuen kreativen Karriere weiter. Er begann die Werke von Everardi und Bocchi zu kopieren und entwickelte dann einen persönlichen und hochwertigen Stil. Tassi selbst beschrieb diese neuen Kreationen und hob die Originalität ihrer Erfindungen hervor. Die von Albricci geschaffenen Kompositionen zeichnen sich durch groteske, von Gullivers Reisen inspirierte Szenen, durch eine gewisse nordeuropäische Vorliebe für Allegorie, durch die Kammersatire der Komödien von Pietro Longhi, aber auch durch den in der bürgerlichen Polemik der lombardischen Aufklärung verwurzelten Einfluss aus. Szenen mit Zwergengruppen in bizarren Situationen, die oft Haustiere beinhalten, aber Metaphern mit einer viel tieferen Bedeutung verbergen. Die Neuheit dieses Genres in der Gegend von Bergamo kommt sofort in Mode und der Maler wird von Aufträgen (auch aus Mailand und Turin) überschüttet, was ihn in Arbeitsstresses aber gleichzeitig des wirtschaftlichen Wohlstandes bringt. Es bringt in auch mit einer anderen Klientel aus dem Bürgertum in Kontakt, in dem eine Elite in den Wohnzimmern über Geschichte, Literatur und Kunst diskutierte.
Die Bambocciata werden in großer Zahl ausgeführt, aber der Maler nahm sich auch Zeit und Energie für seine sakralen Themenaufträge. Im Jahr 1763 führte er die Verklärung für die Pfarrei von Vilminore aus und dann die Fresken in Chiuduno und Albino (heute beide verloren) und 1767 das Gemälde in Alzano Lombardo, das schwierig zu gestalten war und fast sofort ersetzt wurde.
Wir befinden uns in den letzten Jahren seines künstlerischen Schaffens.
1768 war er in Vilminore, um drei Gemälde zu malen, die den Pfarrchor schmücken sollten, aber am Ende malte er nur zwei davon: Hlg. Petrus, der den Krüppel heilt (1768) und Der Fall von Simon Magus (1769). Später war er in Clusone um in der Pfarrkirche acht Medaillen zu freskieren und Scheinstatuen, welche die Tugenden darstellen.
Aber erst im Jahr 1770, mit dem Freskenzyklus der Pfarrei von Capo di Ponte, erreichte er den maximalen kreativen Ausdruck. Hier wechseln sich alle Gattungen ab, mit denen der Maler im Laufe seiner Karriere konfrontiert wurde: die Monochromen, die leuchtenden Farben, die sakralen Themen und die Szenen, die von kuriosen und manchmal bizarren Details geprägt sind, die auf seine Bambocciate verweisen. Er selbstsignierte die Fresken (1770) mit ENRICUS ALBERICI CIVIS BERGOMI.
In den letzten zwei Jahre erfolgte eine große Produktion von Bambocciate und Fresken für den Chor der Pfarrkirche von Zogno und vier Seitengemälde, die das Martyrium des heiligen Lorenz für die gleichlautende Kirche darstellen, die als die letzten wichtigen Aufträge des Malers vor seinem Tod im Jahre 1773 angesehen werden.